# Compás (instrumento)

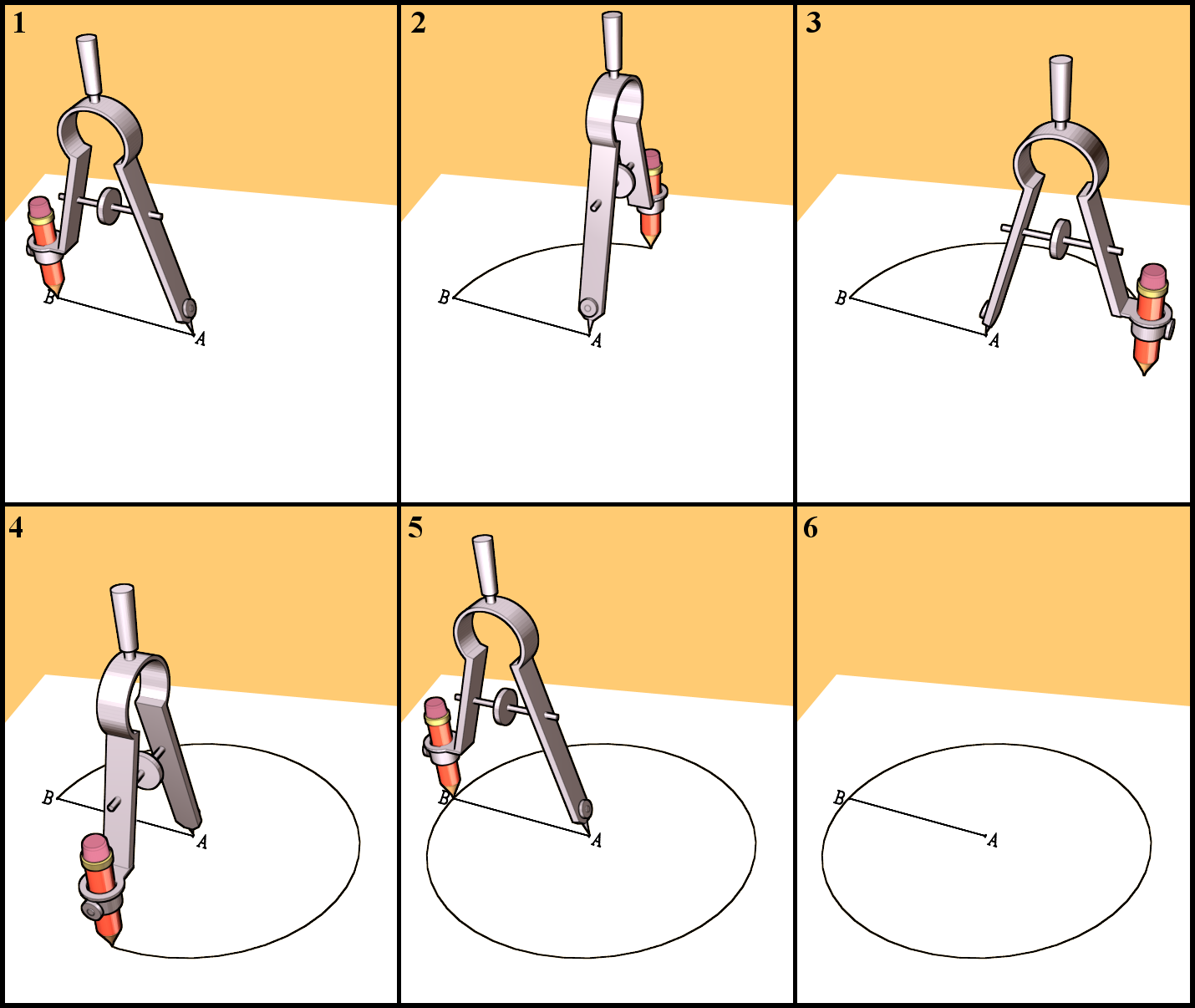
Dibujo de una circunferencia mediante un compás

Trazo de una circunferencia con un compás

El compás (del latín on- y passus, "paso", o del latín compassare, "mantener el paso") es un instrumento que sirve para trazar círculos o arcos de circunferencia. También se puede utilizar como herramienta para tomar distancias, en particular en los mapas.
Históricamente, se ha usado en numerosas aplicaciones, aunque en algunas de ellas (como las matemáticas, el dibujo técnico o la navegación) ha sido sustituido por modernos sistemas electrónicos que permiten reemplazarlo con ventaja en la pantalla de un ordenador. Sin embargo, todavía se sigue utilizando en la educación como elemento didáctico en prácticas y de aprendizaje, y continúa siendo una herramienta corriente en diversas actividades artísticas o artesanales, como la escultura, la cantería o la carpintería.

## Historia

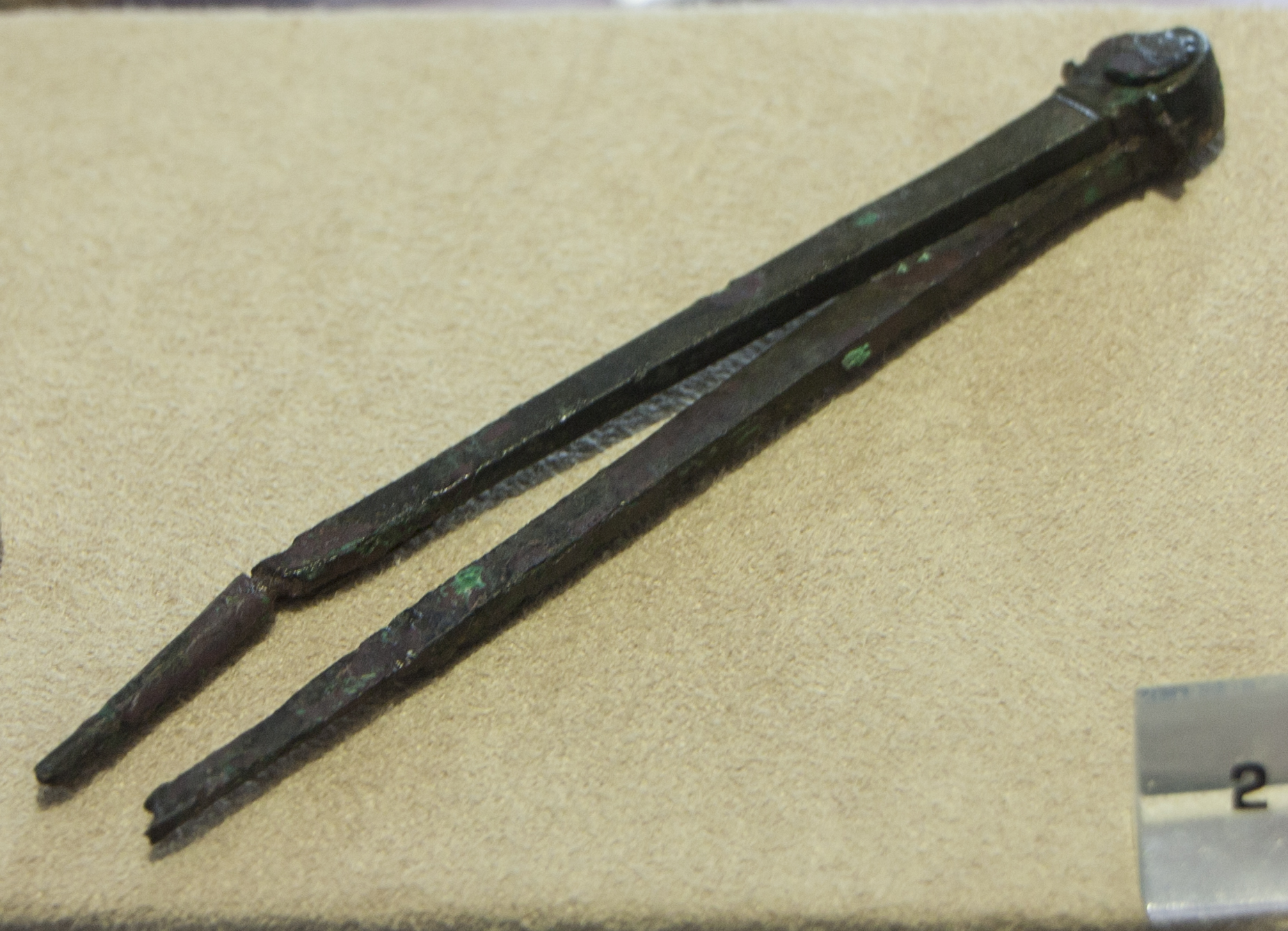
Compás griego de Murgantina (Sicilia). Siglo V a. C.

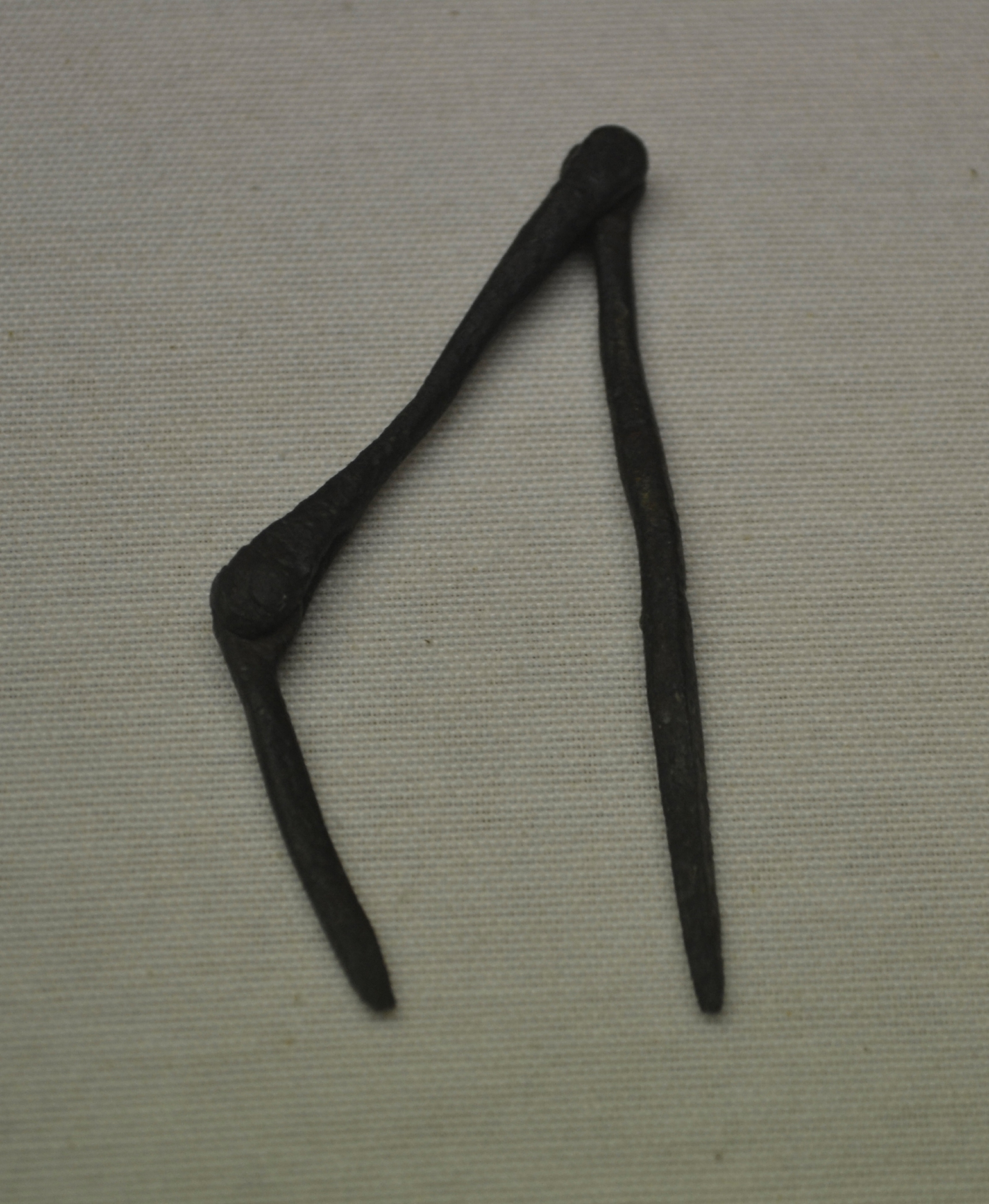
Compás ibero de bronce. Bastida de les Alcusses (España). Siglo IV a. C.

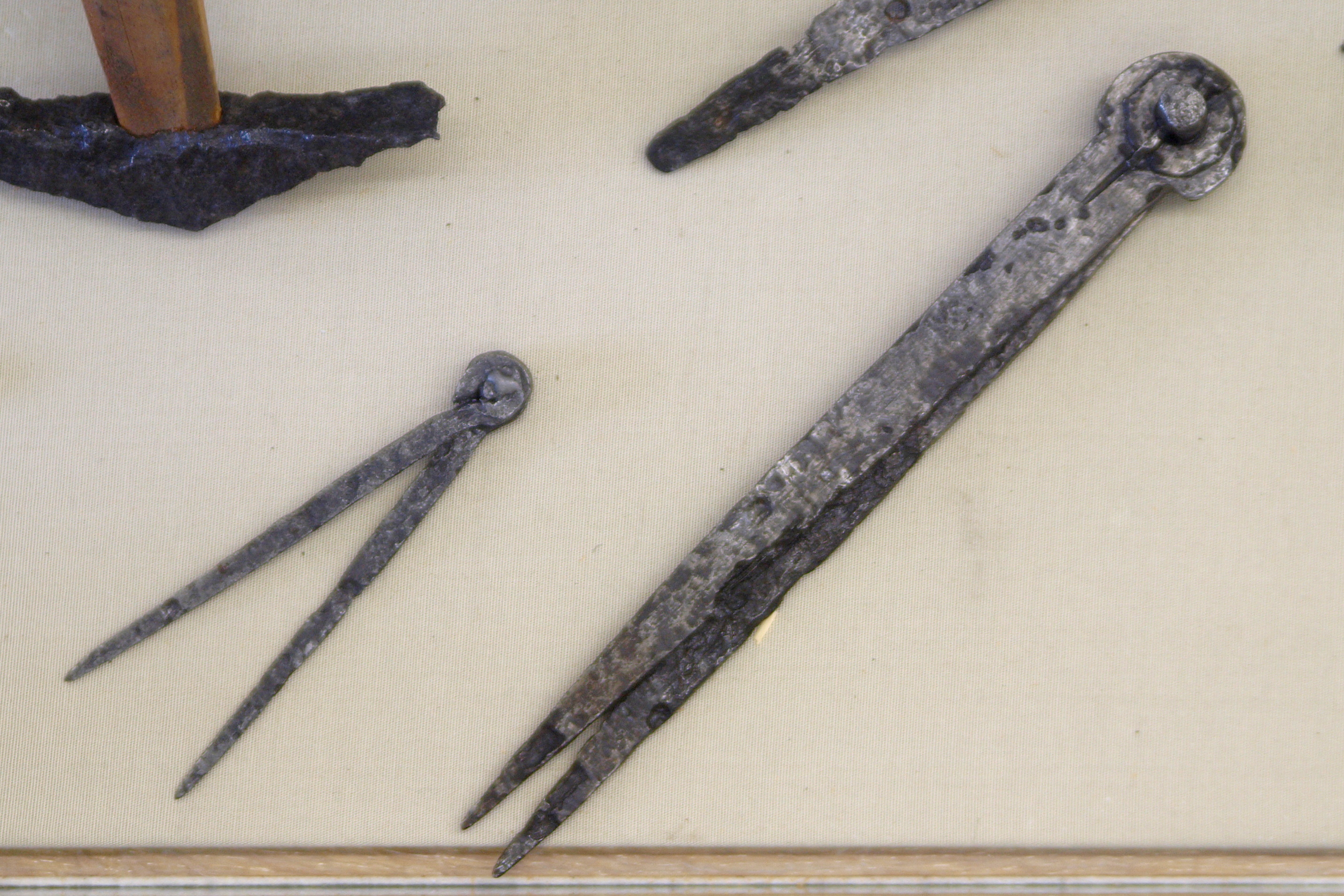
Compases romanos de Cambodunum (Kempten, Alemania). Entre los siglos I y III d. C.

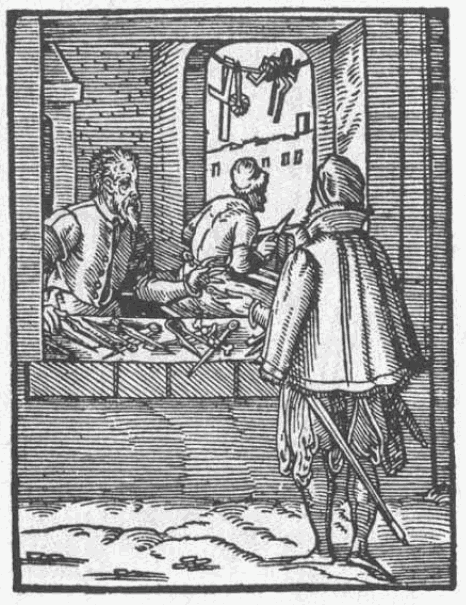
Fabricante de herramientas (1568)

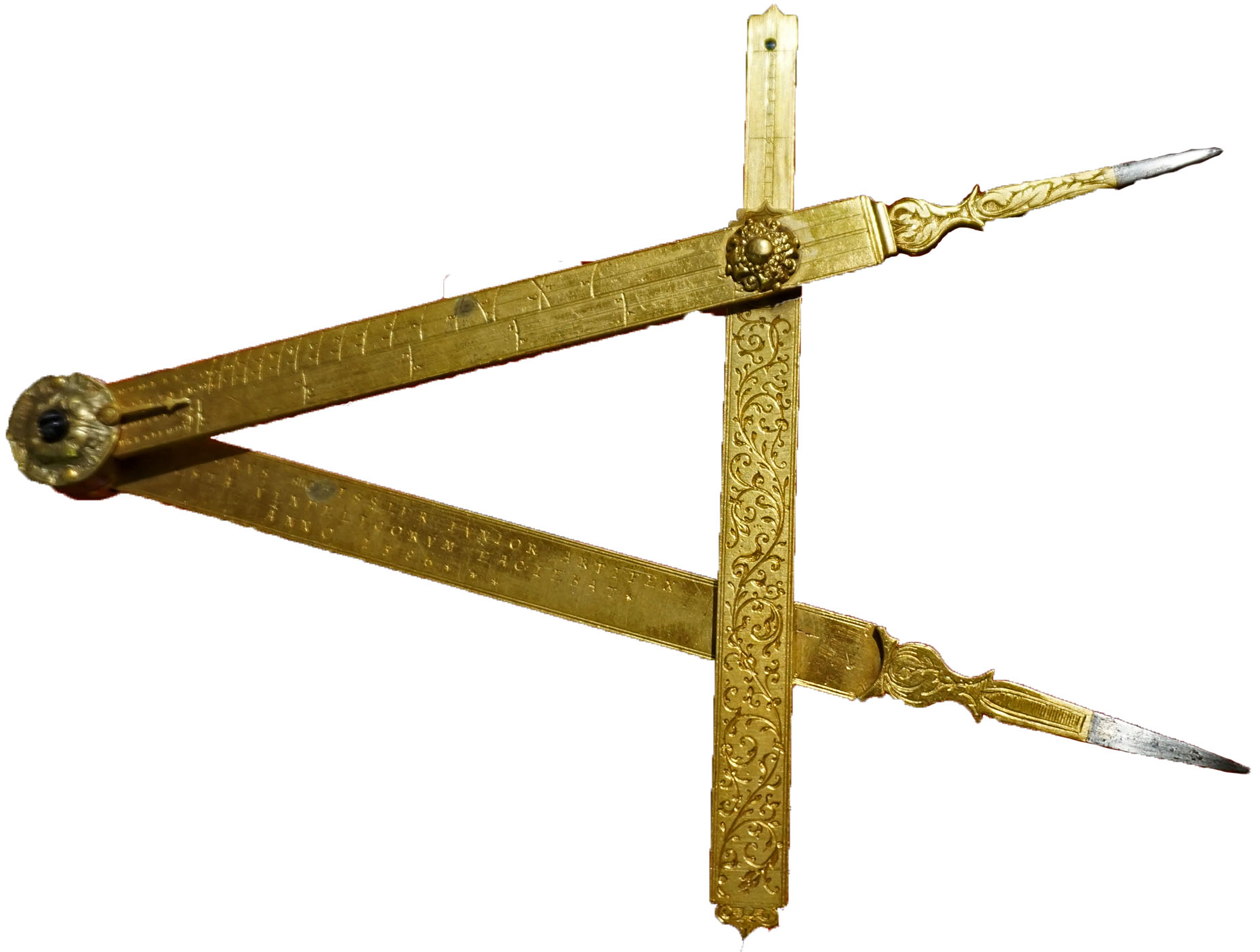
Un compás ornamentado del siglo XVII

El compás como herramienta y como instrumento de dibujo tuvo su origen en la antigua Grecia, en cuya literatura clásica se encuentran numerosas alusiones a este utensilio como elemento clave de demostraciones geométricas y matemáticas. Los egipcios y otras culturas anteriores, que conocían algunas de las propiedades geométricas de la circunferencia y la utilizaban en diversos elementos arquitectónicos, se valieron de cuerdas tensas para trazar círculos.
Desde su forma original griega, con ejemplos como el hallado en Murgantina, el compás se extendió por el ámbito mediterráneo, llegando en el periodo prerromano hasta el levante español, donde se ha encontrado un elaborado instrumento de bronce con dos articulaciones de época ibérica en el yacimiento de La Bastida de les Alcusses (Valencia).
Los romanos, cuyos grandes trabajos de ingeniería y de edificación requerían la elaboración de dibujos y planos sobre pergamino, disponían de reglas graduadas y de pequeños compases que les permitían elaborar bocetos a escala, haciendo del compás una herramienta presente en las fases de diseño y de construcción de sus obras.
El funcional diseño de los compases romanos (normalmente de bronce o de hierro), con sus brazos estilizados y su bisagra redondeada, permaneció inalterado durante casi 1000 años, periodo en el que siguió siendo una herramienta indispensable en distintos trabajos artesanales y de construcción, y en el que mantuvo su relevancia como instrumento científico entre los astrónomos, geómetras y matemáticos del mundo oriental. No sería hasta 1245 en Europa cuando se introdujo una mejora relevante al compás, añadiéndole un cuadrante y un tornillo con una mariposa que permitía ajustar con mayor precisión la herramienta. Esta innovación coincidió con el auge de la arquitectura gótica, en la que los complicados diseños geométricos de los elementos estructurales y de la decoración de las grandes catedrales e iglesias que se estaban erigiendo, hicieron del compás un elemento indispensable para los distintos maestros de obra. Cada taller de construcción necesitaba sus propias herramientas, cuya fabricación quedaba en manos de carpinteros y herreros.
Frente a los grandes compases utilizados hasta entonces en la construcción (que en ocasiones podían alcanzar la mitad de la altura de un hombre), durante el Renacimiento el compás recuperó su relevancia como instrumento científico. Las mejoras en la metalurgia y la disponibilidad de piezas como tuercas y tornillos de pequeño tamaño, permitieron la progresiva fabricación de instrumentos cada vez más refinados y precisos a partir del diseño original romano. Artistas dotados de gran competencia técnica como Alberto Durero y Leonardo da Vinci idearon formas de mejorar la rigidez y la exactitud del instrumento, así como la posibilidad de intercambiar el útil de dibujo. El propio Galileo Galilei diseñó un elemento de cálculo auxiliar con forma de compás (conocido como pantómetra).
El siglo XVII supuso la aparición de los primeros talleres dedicados a la fabricación de instrumentos científicos y de precisión, que produjeron compases decorados artísticamente en muchos casos. El desarrollo de la navegación y la institucionalización de profesiones de carácter técnico como las distintas ingenierías, en cuya formación el dibujo técnico pasó a tener cada vez mayor relevancia, hizo que el compás se convirtiera en un elemento indispensable para la formación y la práctica de estos profesionales. Con el paso del tiempo, se hicieron cada vez más comunes las cajas de compases, omnipresentes en la generación de planos delineados. Los avances de la mecánica de precisión en los siglos XVIII y XIX permitieron la aparición de empresas especializadas en la fabricación de compases, cada vez más industrializadas. Los compases de este período, producidos principalmente en distintos países de Europa, pese a estar concebidos para disponer de útiles de dibujo ya desde mediados del siglo XVIII en Alemania, seguían pareciéndose mucho en su aspecto general a los diseños originales romanos, con sus bisagras de sección circular. Poco a poco, se idearon compases especiales como la bigotera (adecuada para dibujar circunferencias de pequeño radio) o la bigotera loca (patentada por E. O. Richter en 1874, para círculos muy pequeños).

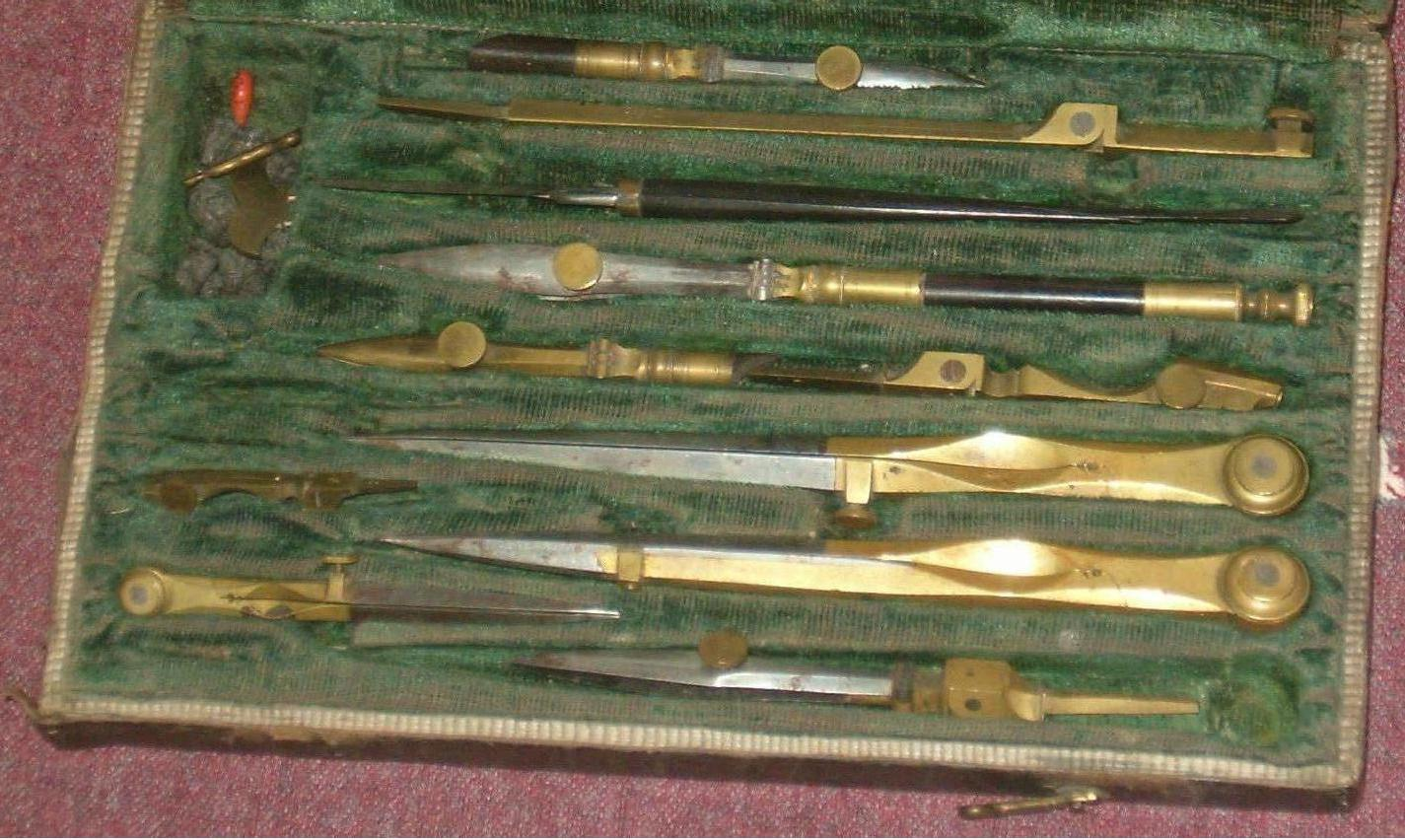
Compases del : juego que perteneció al matemático húngaro János Bolyai (1802-1860)

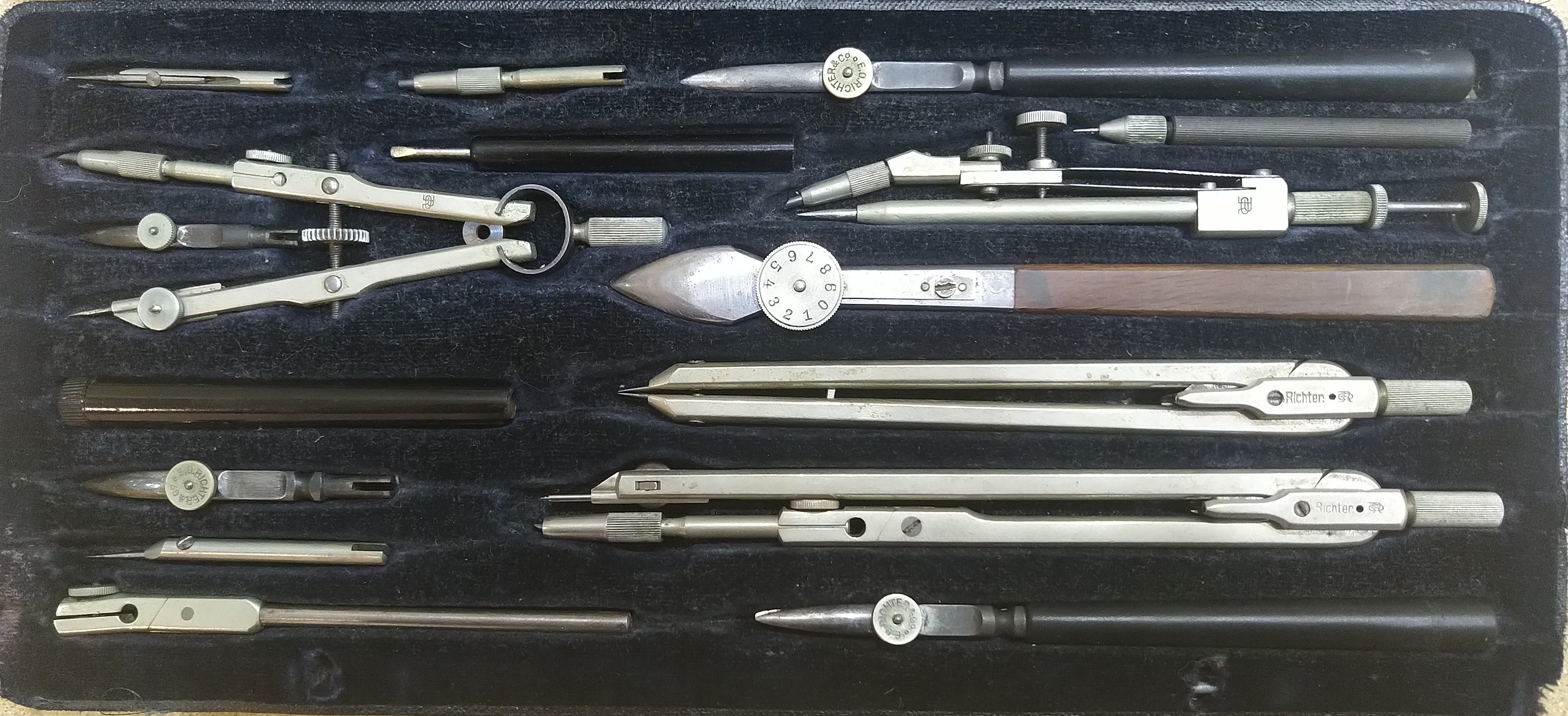
Compases de la primera mitad del (E.O. Richter). Obsérvense los vástagos estriados en la parte superior, que distinguen su diseño claramente del utilizado hasta el siglo anterior

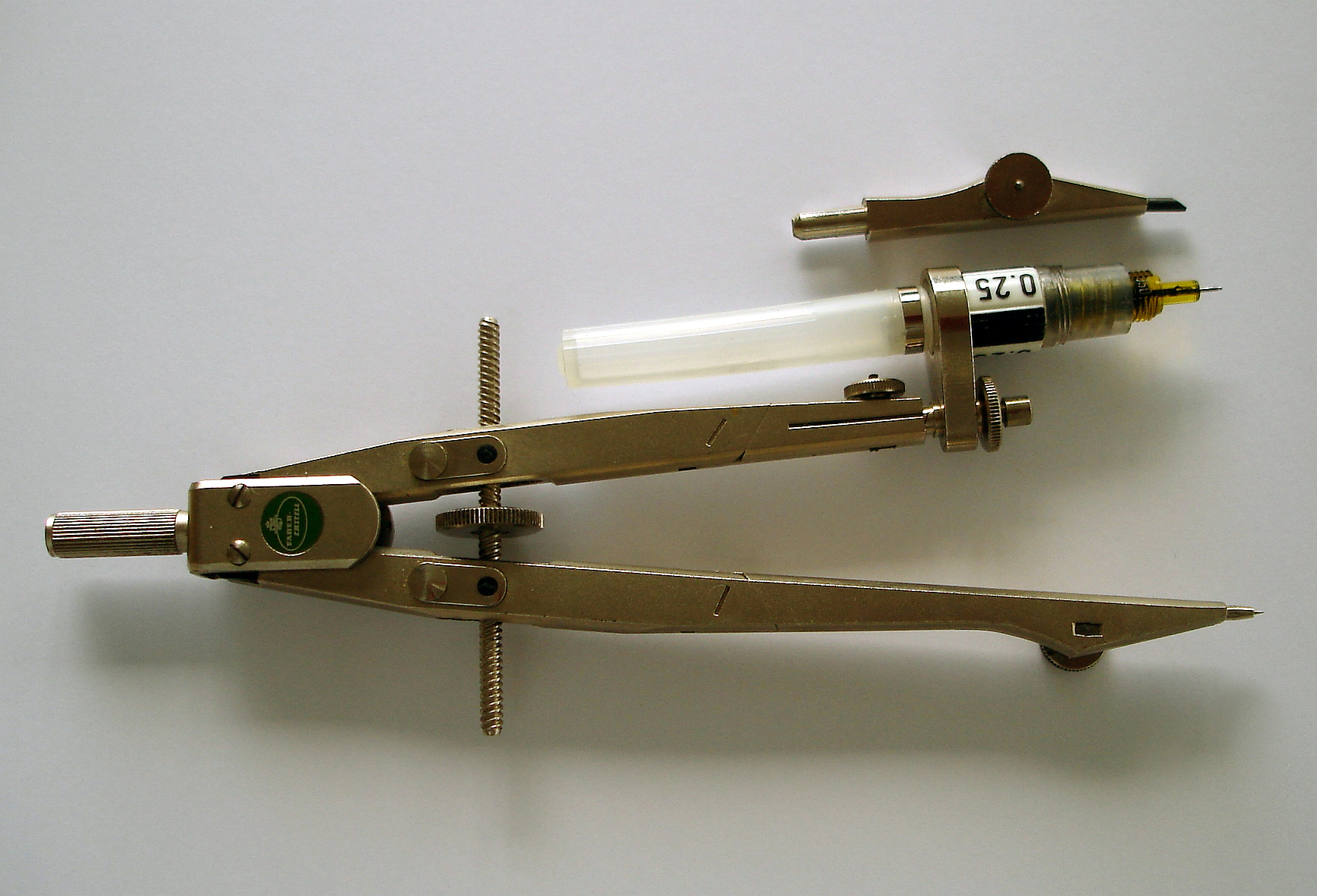
"Bigotera" de gran tamaño, adecuada para trabajar con plumas técnicas (década de 1970)

Serían precisamente las empresas alemanas E. O. Richter y Clemens Riefel las primeras en sistematizar y unificar las características de sus compases, abaratando su producción, perfeccionando su diseño y garantizando la disponibilidad de repuestos. De hecho, los primeros compases de dibujo modernos, con un aspecto netamente diferente al del clásico diseño romano, gracias sobre todo a la adición en su parte superior del vástago estriado que permite manejar cómodamente el instrumento con dos dedos, se originó a finales del siglo XIX en Alemania. Este apreciable cambio de diseño fue la consecuencia lógica del desarrollo de los compases pequeños (las mencionadas bigoteras), que debido a su reducido tamaño se equiparon con un vástago con un curioso perfil moldeado (que recordaba al de los barrotes de las clásicas balaustradas, de ahí el nombre de "compás de balaustre" que recibieron inicialmente) para facilitar su manejo. Otro avance significativo consistió en la introducción de la alpaca o plata alemana, un material muy estable y resistente al desgaste, especialmente adecuado para mecanizar piezas de gran precisión. 
El diseño de estos compases sería imitado por fabricantes de todo el mundo, convirtiéndose en la práctica en un estándar de la industria. 
La importancia de los compases de dibujo como instrumentos de diseño a comienzos del siglo XX, hizo que en el Reino Unido se desarrollara el denominado "British Empire pattern", creado por el gobierno británico durante la Primera Guerra Mundial con el fin de potenciar la disponibilidad de repuestos para los instrumentos de delineación, cruciales en el período de guerra.
Tras la Segunda Guerra Mundial, comenzaron a ser cada vez más frecuentes los compases de acero inoxidable, produciéndose en masa instrumentos económicos que permitieron incorporar el dibujo técnico en los programas educativos a edades cada vez más tempranas. A partir de la década de 1960, la progresiva generalización del uso en la delineación de las plumas técnicas, más pesadas que los clásicos tiralíneas, propició la aparición de bigoteras de considerable tamaño y rigidez, adecuadas para manejar con eficacia las citadas plumas.
Ya en el último cuarto del siglo XX, el desarrollo del diseño asistido por ordenador, y la posibilidad de imprimir planos directamente a partir de diseños generados informáticamente, ha causado la práctica desaparición del compás como herramienta profesional de dibujo, aunque sigue desempeñando un papel no desdeñable en diversas tareas artesanales, y como elemento didáctico y educativo.

## Configuración

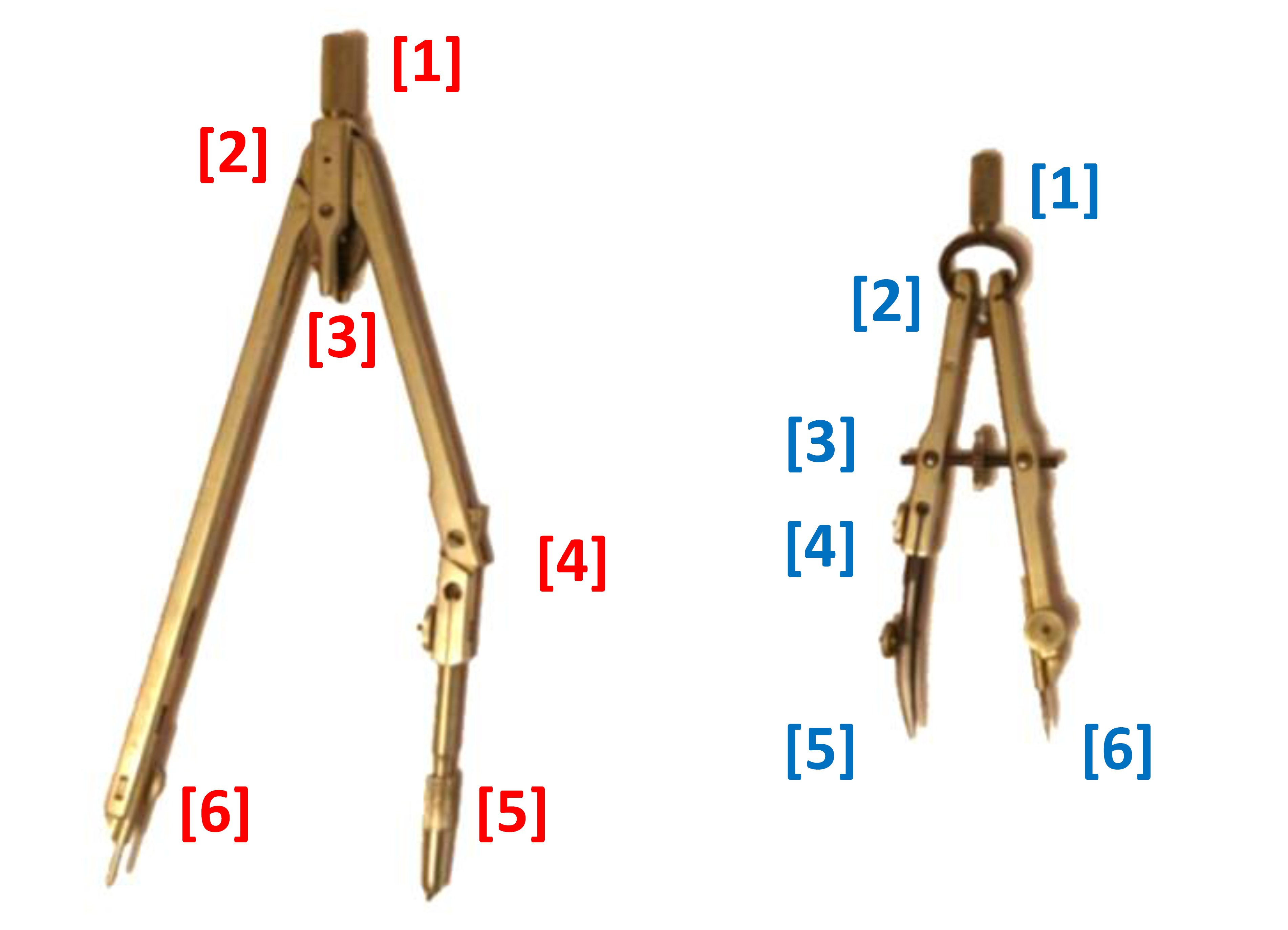
Partes de los compases de dibujo: [1] Mango estriado [2] Bisagra [3] Fijación de apertura [4] Porta útiles [5] Útil de marcado [6] Aguja

Los compases se fabrican generalmente de metal (aunque también pueden ser de madera o de plástico), y constan de dos piezas (denominadas "brazos" o "patas") unidas por una bisagra, y cuya separación se puede ajustar. Habitualmente, uno de los brazos tiene una punta en su extremo, mientras que el otro lleva incorporado un útil para marcar un trazo o un punto, que dependiendo de la superficie en la que se esté trabajando, puede ser otra aguja, una mina de lápiz, un bolígrafo, un tiralíneas, un útil de corte o una simple tiza.
En función del uso para el que se destinan, suelen tener configuraciones distintas. Así, los compases de delineación son de pequeño tamaño (generalmente, no más de 15 cm), están finamente mecanizados, disponen de numerosos tipos de articulaciones y elementos de ajuste, y permiten emplear distintos útiles de dibujo. En cambio, los compases utilizados para los trabajos de carpintería o de cantería son de un tamaño mucho mayor, su construcción es más sencilla, y suelen carecer de elementos de ajuste fino.  
Los compases de delineación disponen de un vástago estriado en su parte superior para poderse manejar con una mano, y las agujas que utilizan suelen tener una pequeña punta cónica que se apoya sobre una base cilíndrica con el fin de evitar que se agrande la perforación producida en el papel, lo que podría mermar la precisión del dibujo. Cuando el ancho del compás se regula mediante un tornillo sinfín (lo que confiere al compás una forma característica que recuerda a una letra "A"), se denomina bigotera.

## Trazado de circunferencias
Las circunferencias se trazan apretando una punta del compás contra la superficie de trabajo, apoyando el útil de trazado sobre el soporte y moviéndolo alrededor de la punta mientras se mantiene la bisagra con la misma apertura. Debido a su pequeño tamaño, los compases de delineación se manejan sujetando el vástago estriado que poseen en su parte superior con los dedos índice y pulgar de una mano. Cuando se trata de compases de mayor tamaño suele ser necesario emplear toda la mano, teniéndose que reacomodar el instrumento para trazar una circunferencia completa. Para dibujar circunferencias de distinto tamaño (limitado por la apertura máxima del compás) el radio del círculo puede ser ajustado cambiando la apertura de la bisagra.

## Tipos de compás

### Compás de bisagra
Es el compás más simple. Se compone de dos brazos articulados mediante una bisagra. La apertura del instrumento se mantiene gracias al rozamiento en la zona de contacto entre las dos patas, que se puede regular con un tornillo de apriete o una presilla, que permite bloquear la posición relativa entre las patas. Esta disposición era la habitual en los compases de la antigüedad clásica grecorromana, y se conservó en los compases de dibujo hasta finales del siglo XIX. Para impedir cambios accidentales en la apertura y mejorar la rigidez del instrumento, existen modelos equipados con una guía transversal curvada fijada en uno de los brazos, que se inserta en un tornillo fijado en el otro, y que al apretarse permite asegurar la apertura del compás. Cuando dispone de un sector de 90°, se denomina compás de un cuarto de círculo.
Los compases de dibujo se equiparon desde finales del siglo XIX con un par de pequeños brazos interiores, formando un cuadrángulo articulado. Esta disposición contribuye notablemente a que los dos brazos del compás se mantengan en el mismo plano, evitando el alabeo lateral entre las dos patas del instrumento.

### Bigotera

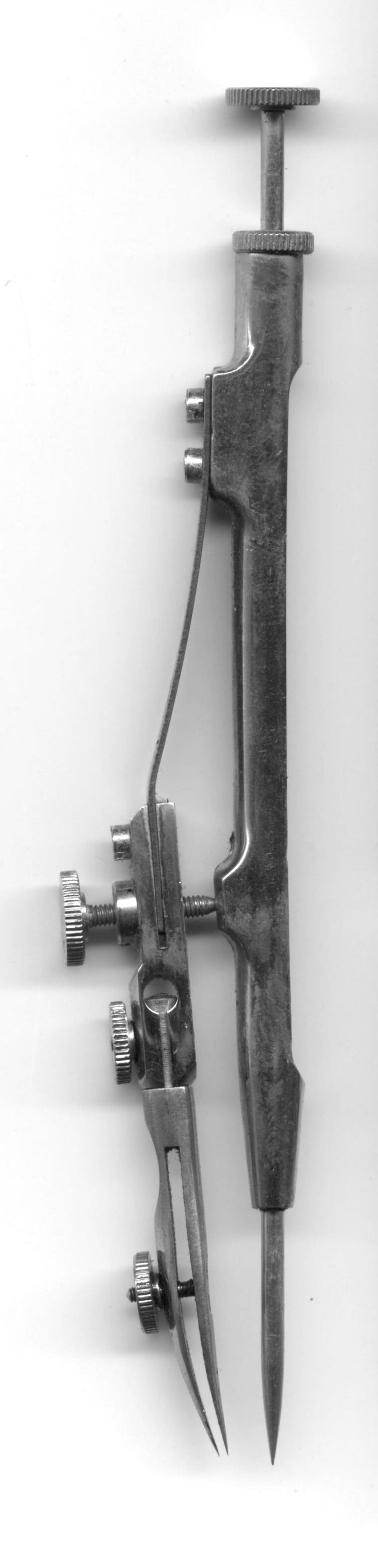
Bigotera loca

La bigotera es un tipo de compás en el que el radio de apertura se regula mediante un tornillo accionado con una tuerca circular, normalmente situada entre las dos patas. En algunos modelos (especialmente en los antiguos), el instrumento carece de gozne, y la apertura se produce mediante la flexión de las patas. Además, la tuerca circular con el tornillo que controla la apertura suele ser lateral.
Está concebida para dibujar círculos de pequeño tamaño (de entre 0,3 y 5 cm de radio), cuya amplitud se puede fijar con precisión gracias al tornillo de ajuste. Además, su diseño proporciona una gran rigidez al instrumento, lo que mejora la exactitud del dibujo.  
El origen de la bigotera es el antiguamente denominado compás de balaustre, un pequeño compás sin bisagra (ajustable mediante un tornillo lateral) caracterizado por disponer en su parte superior de un mango delicadamente torneado (habitualmente, de marfil o del mismo metal que el compás), pieza del que deriva su nombre. Este mango, ideado para facilitar el manejo del instrumento, en algunos modelos podía girarse con respecto al compás.
En las bigoteras de diseño más moderno, las patas son rígidas, están apoyadas en una pequeña rótula cilíndrica, y se sujetan mediante un anillo metálico con forma de "C", en el que se inserta el mango estriado que permite manejar el instrumento. El tornillo central engrana con dos tuercas articuladas (una en cada pata), que se inclinan para seguir la alineación del tornillo a medida que se abre o cierra el compás. El pequeño paso del tornillo hace que sea prácticamente imposible modificar accidentalmente la medida del compás si no se gira la tuerca central. También se diseñaron bigoteras de gran tamaño (capaces de trazar circunferencias de incluso más de 10 cm de radio), adecuadas para trabajar con plumas técnicas.
Otro tipo de compás especial para trazar círculos muy pequeños (de menos de 3 mm de radio) es la denominada bigotera loca o bailarina. Presenta la particularidad de que una de las patas del instrumento es una aguja de gran tamaño, alrededor de la que pivota libremente el cuerpo del compás con el útil de dibujo, que traza una circunferencia al darle un pequeño impulso.

### Compás de resorte

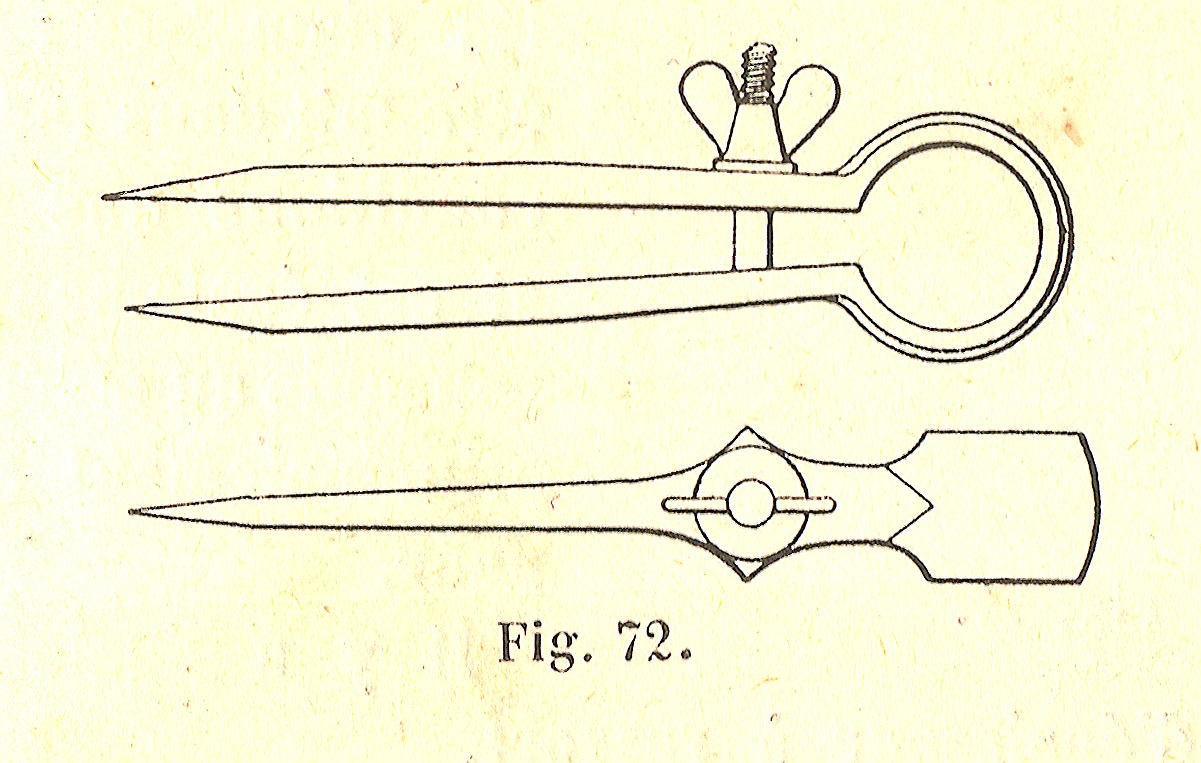
Compás de resorte (representación del)

El compás de resorte clásico, que carece de articulación, es una lámina de metal con forma de horquilla que funciona como un muelle que tiende a mantener separados los dos brazos del instrumento. Se ajusta con un tornillo y una palomilla que permiten disponerlo en una posición determinada. Al carecer de articulación, su mantenimiento es más simple que el de un compás de bisagra. Su principal inconveniente es que cuando se debe cambiar entre radios grandes y pequeños con frecuencia, es mucho más lento de ajustar que un compás articulado. El compás de balaustre, la bigotera loca y algunos tipos de bigoteras, cuyo ajuste depende de la flexibilidad de sus patas, son casos especiales de esta configuración.

### Compás de puntas
Un compás con dos puntas se denomina de "punta seca". Además de para medir y trasladar distancias (una tarea habitual en las cartas náuticas utilizadas en la navegación marítima hasta el comienzo de la segunda mitad del siglo XX), también puede utilizarse para trazar círculos sobre algunos materiales como por ejemplo planchas de cobre o de madera. Con este fin, se emplea en labores como el mecanizado, la carpintería o la cantería.

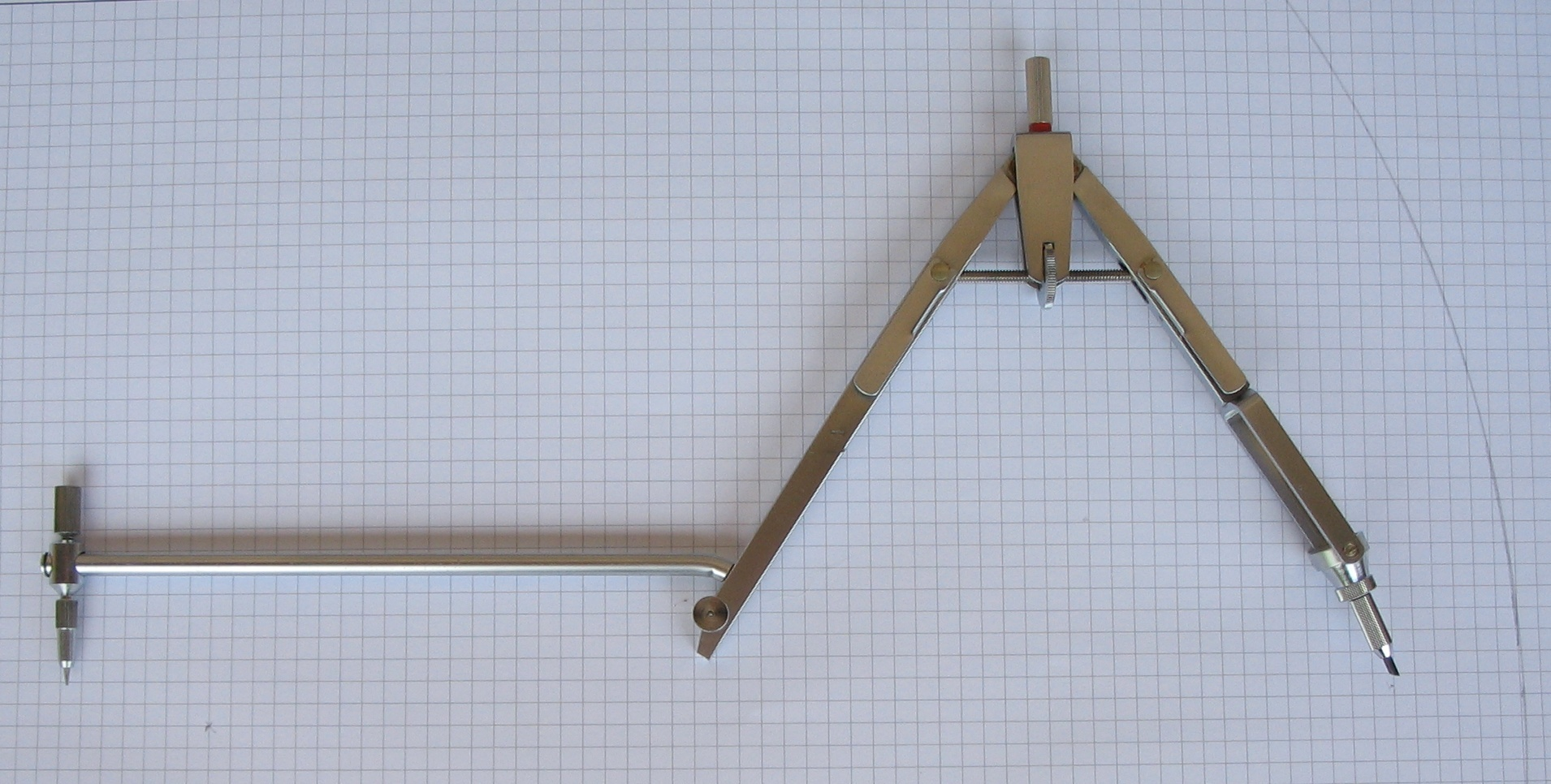
Compás a lápiz. Este compás admite una extensión.
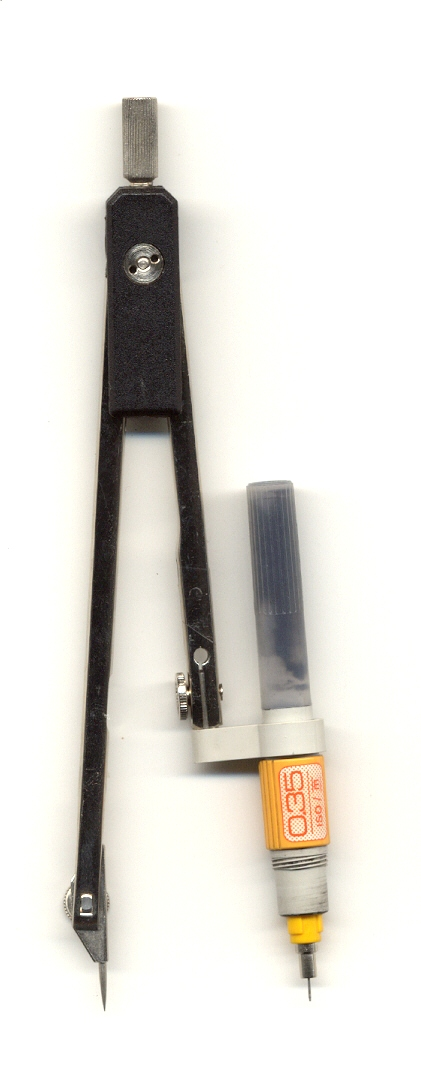
Compás portalápiz. Este compás permite adaptar distintos elementos de trazado. Aquí aparece con un estilógrafo.
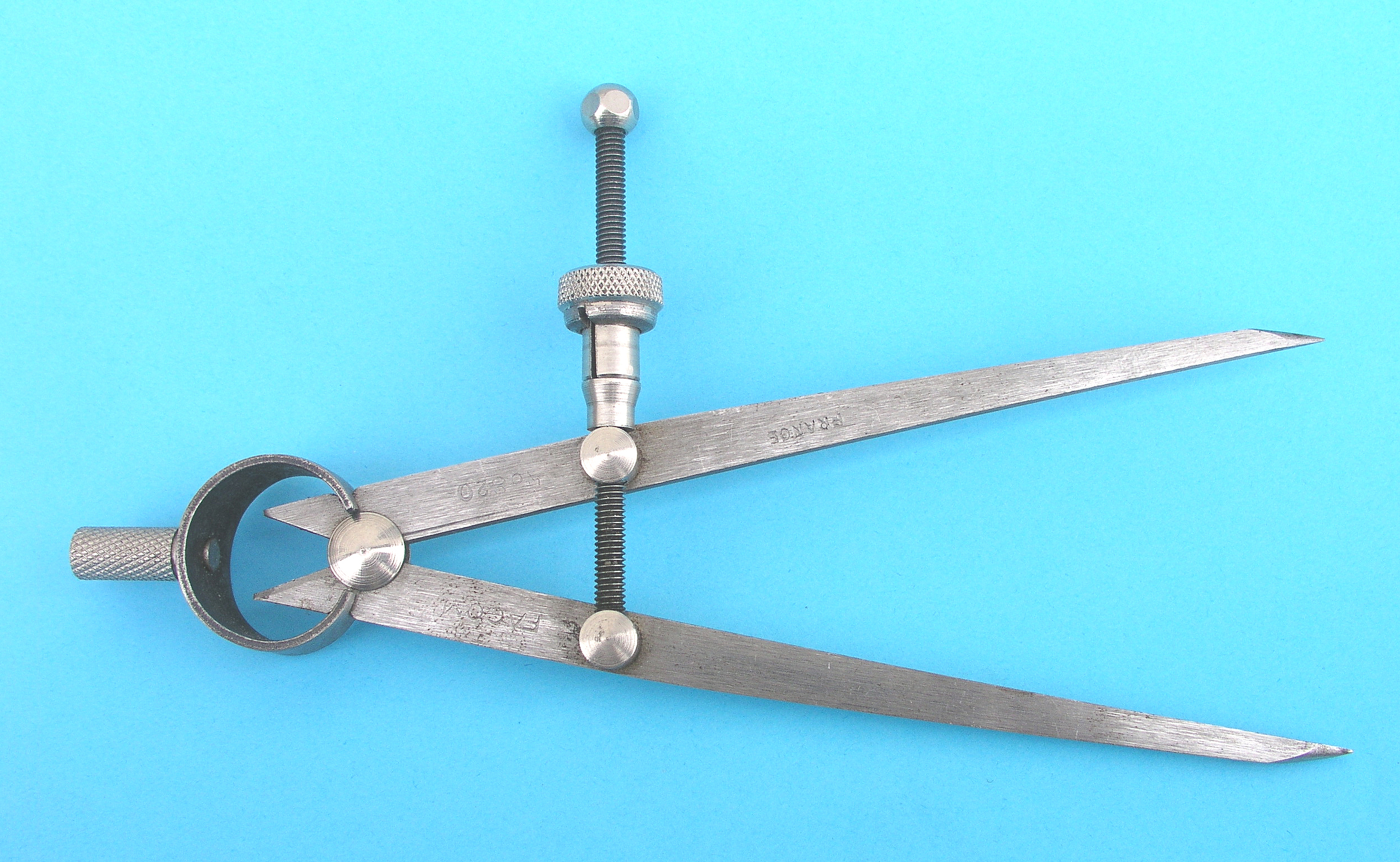
Compás de puntas secas
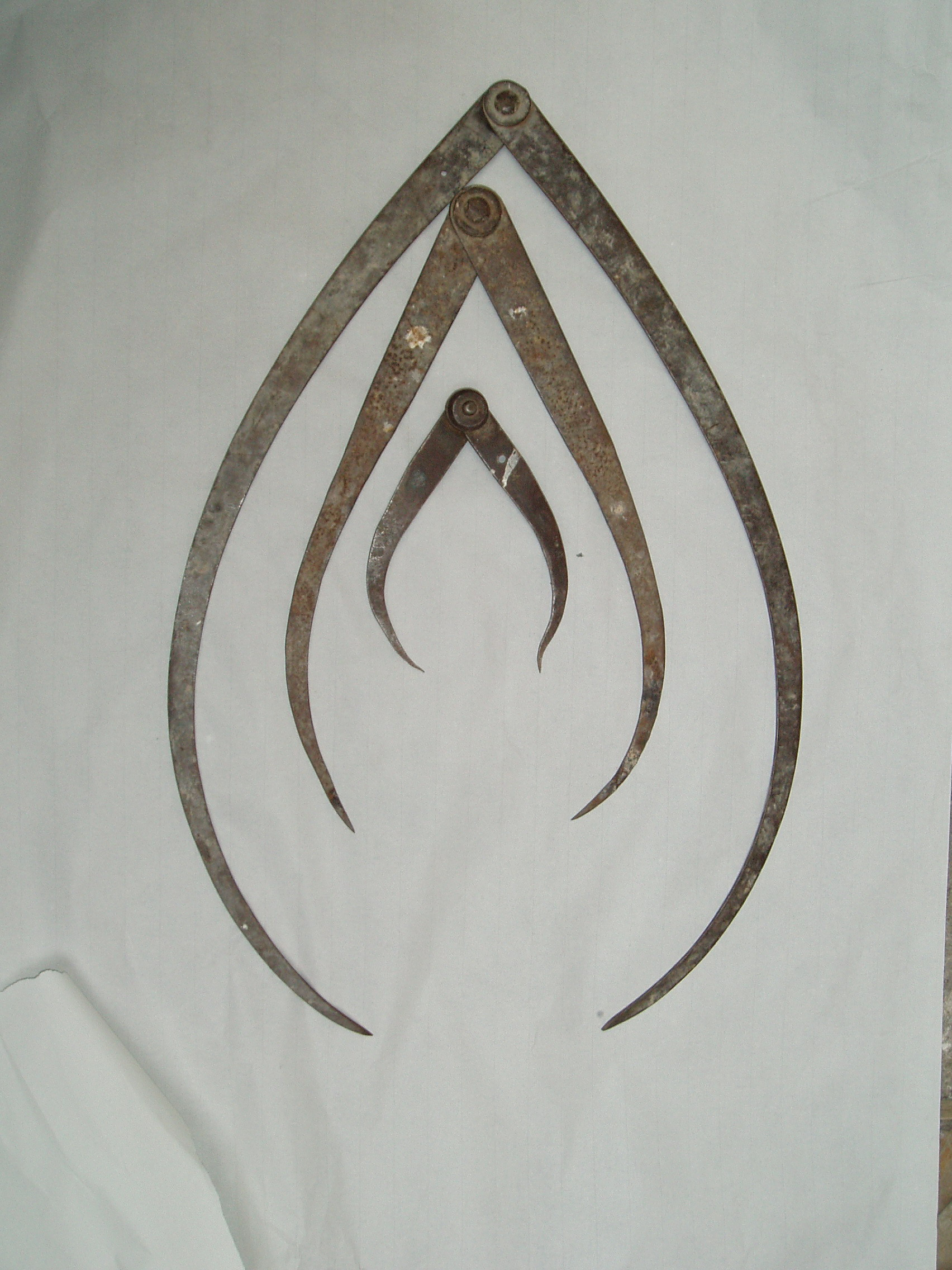
Compases de cantero para copiar dimensiones exteriores
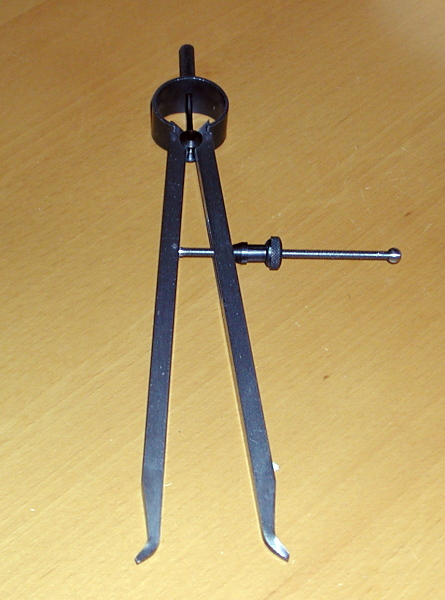
Compás de cantero para medidas internas

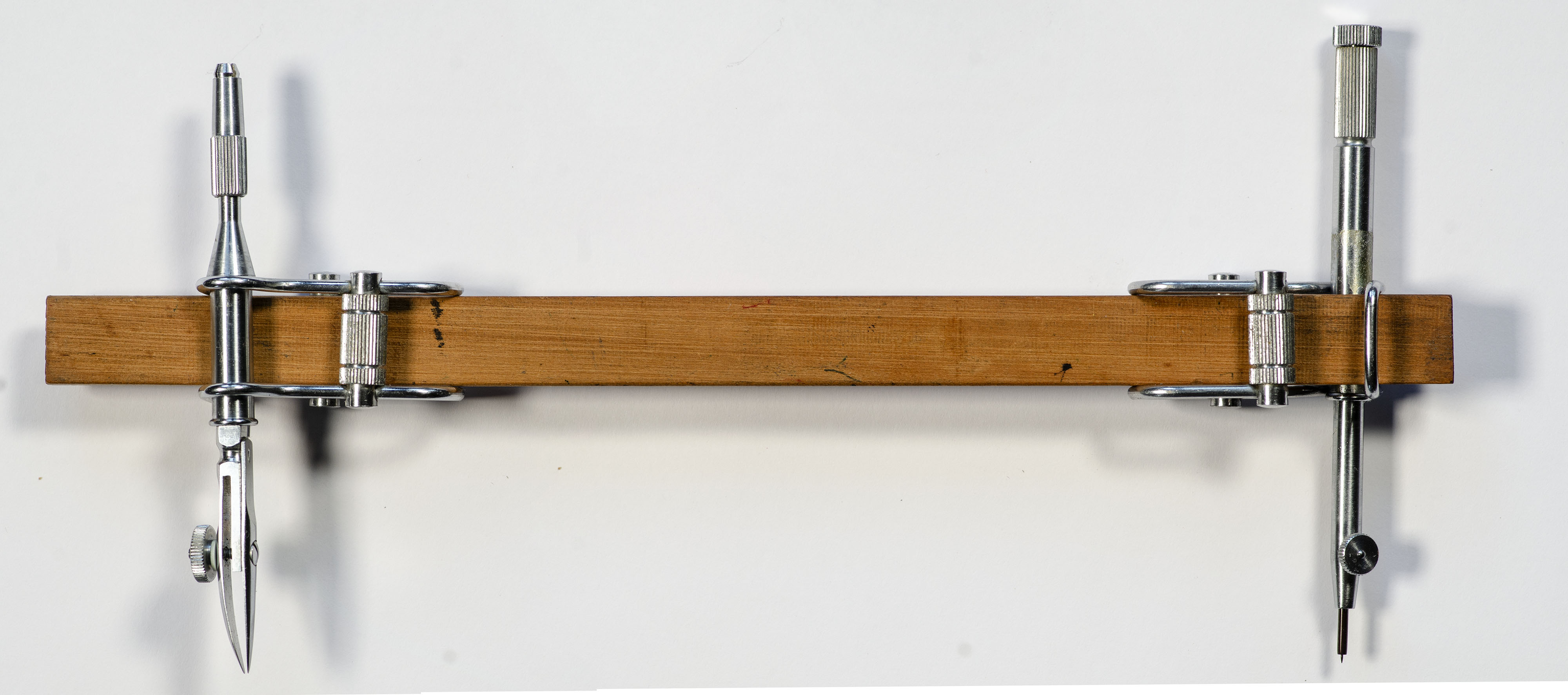
Compás radial

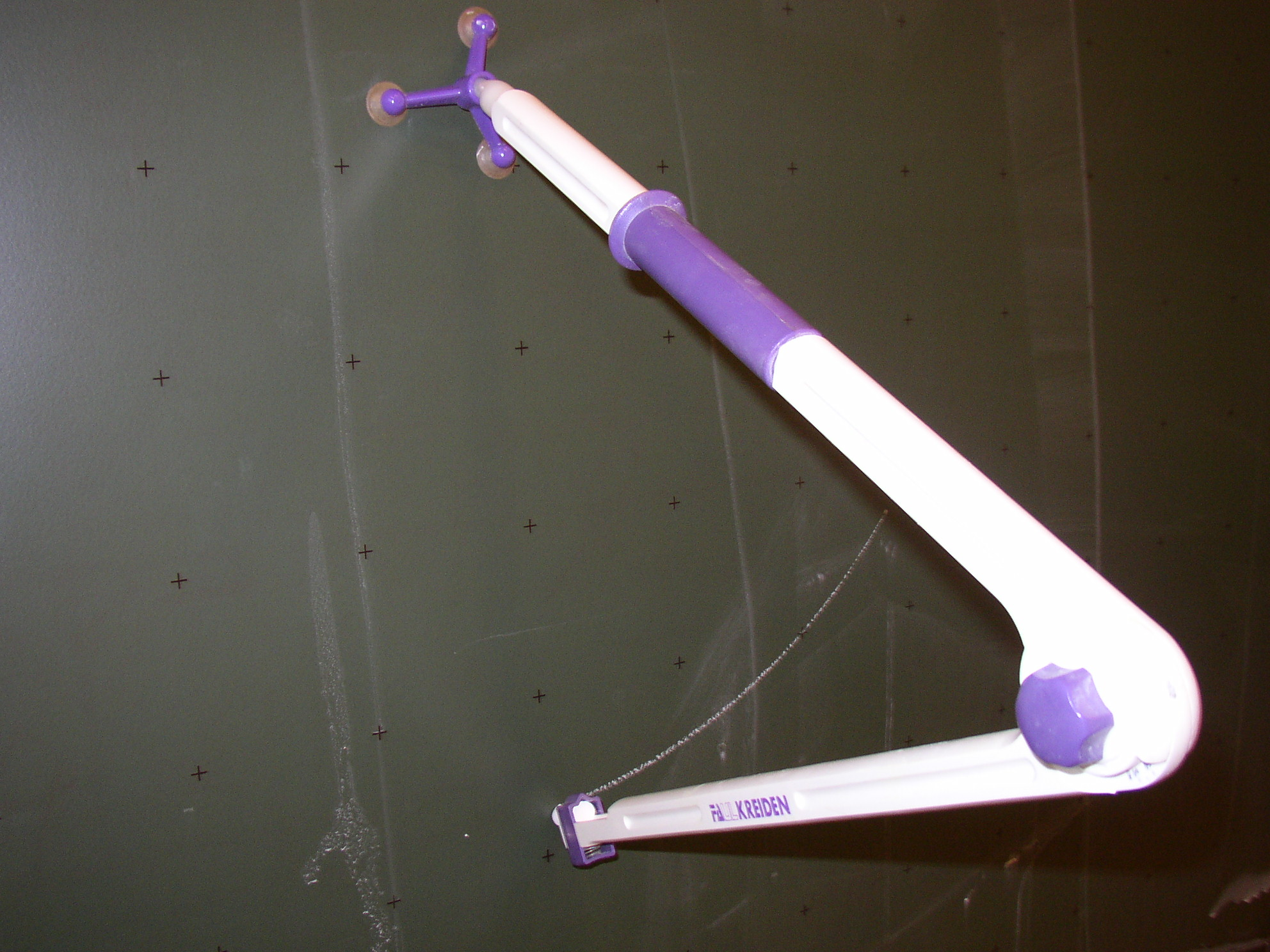
Compás con punta de tiza

### Compás radial o de barra
Utilizado para trazar circunferencias de grandes dimensiones, especialmente en carpintería o en las construcciones de madera. Normalmente, consta de dos cursores equipados con una aguja y un útil de marcado, que se pueden ajustar sobre un listón de madera o una barra metálica de la longitud deseada.

### Compás de escultor
Compás de brazos desiguales y curvos del cual se sirven los escultores para tomar dimensiones y cuyas puntas se pueden mover independientemente de modo que permitan medir con exactitud por debajo o por encima una medida dada.

### Compás de reducción
Compás formado de dos brazos ensamblados por una clavija móvil terminando cada brazo en punta por sus dos extremidades. Se llama también compás de proporción porque según la posición del botón móvil la abertura de las dos puntas superiores da una reducción en una relación proporcionada de la abertura comprendida entre las dos puntas inferiores.

### Compás de repujar
Compás cuyos brazos están curvados en forma de gancho, el uno de punta roma y el otro de punta aguda, destinado a marcar exactamente en el revés de un cobre el punto en que debe repujarse.

## Compases especiales

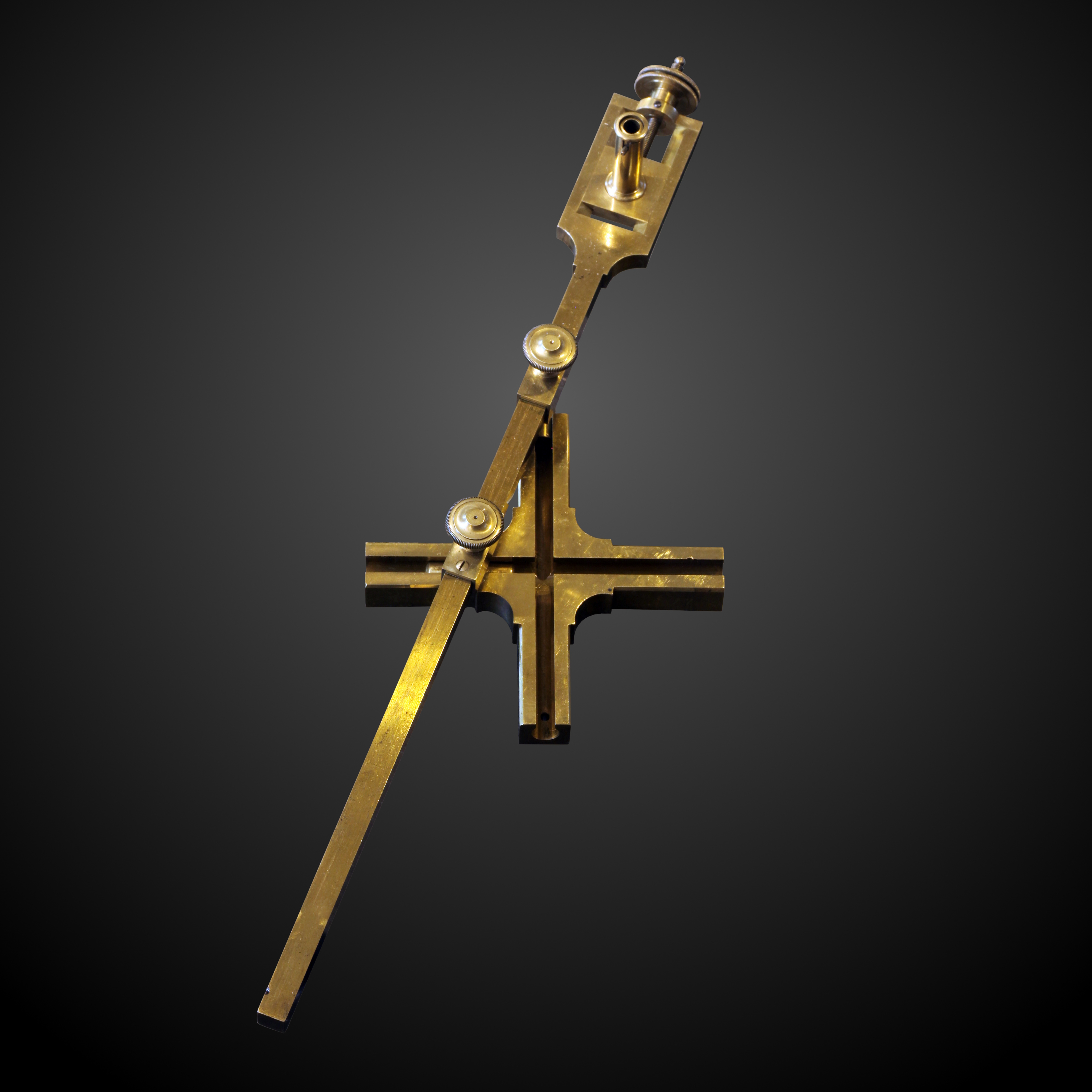
Compás para elipses

### Compás de trisección
Compás que sirve para dividir ángulos en tres partes iguales.

### Compás para elipses
Dispositivo de trazado consistente en una cruceta acanalada, dentro de la que deslizan los dos pivotes de una varilla cuya distancia al útil de dibujo se ajusta de antemano en función de las dimensiones de la elipse que se desea dibujar.

## Aplicaciones

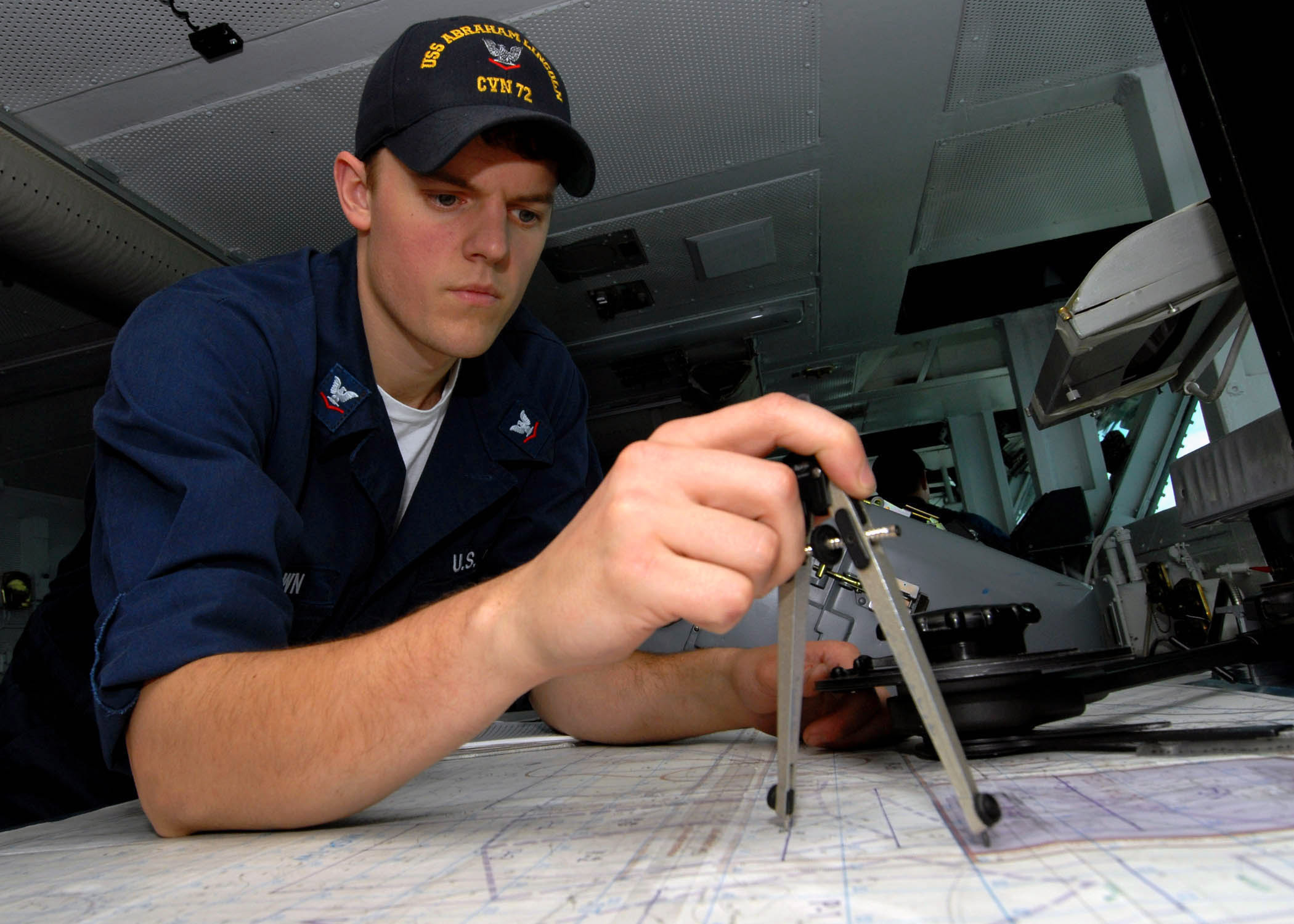
Cálculos sobre una carta náutica en el portaaviones Nimitz (2007)

### Cálculo de distancias
Las distancias se pueden tomar en un mapa utilizando compases con dos puntas. La bisagra se ajusta de tal manera que la distancia entre las puntas en el mapa representa una cierta distancia en la realidad, y contando cuántas veces el compás se ajusta entre dos puntos en el mapa se puede medir la distancia entre los puntos calculados.

### En cantería
En cantería, se utiliza un compás de cantero para copiar las dimensiones de una escultura o de una piedra tallada y poder reproducirla. Existen compases para copiar dimensiones exteriores y también para copiar dimensiones interiores. La punta del compás se llama biselada.

## El compás como símbolo
El compás también se utiliza con frecuencia como símbolo de precisión y de las ciencias exactas. Como tal, se lo puede encontrar en logotipos y símbolos como la escuadra y el compás de la francmasonería y en varios símbolos de computadoras. 

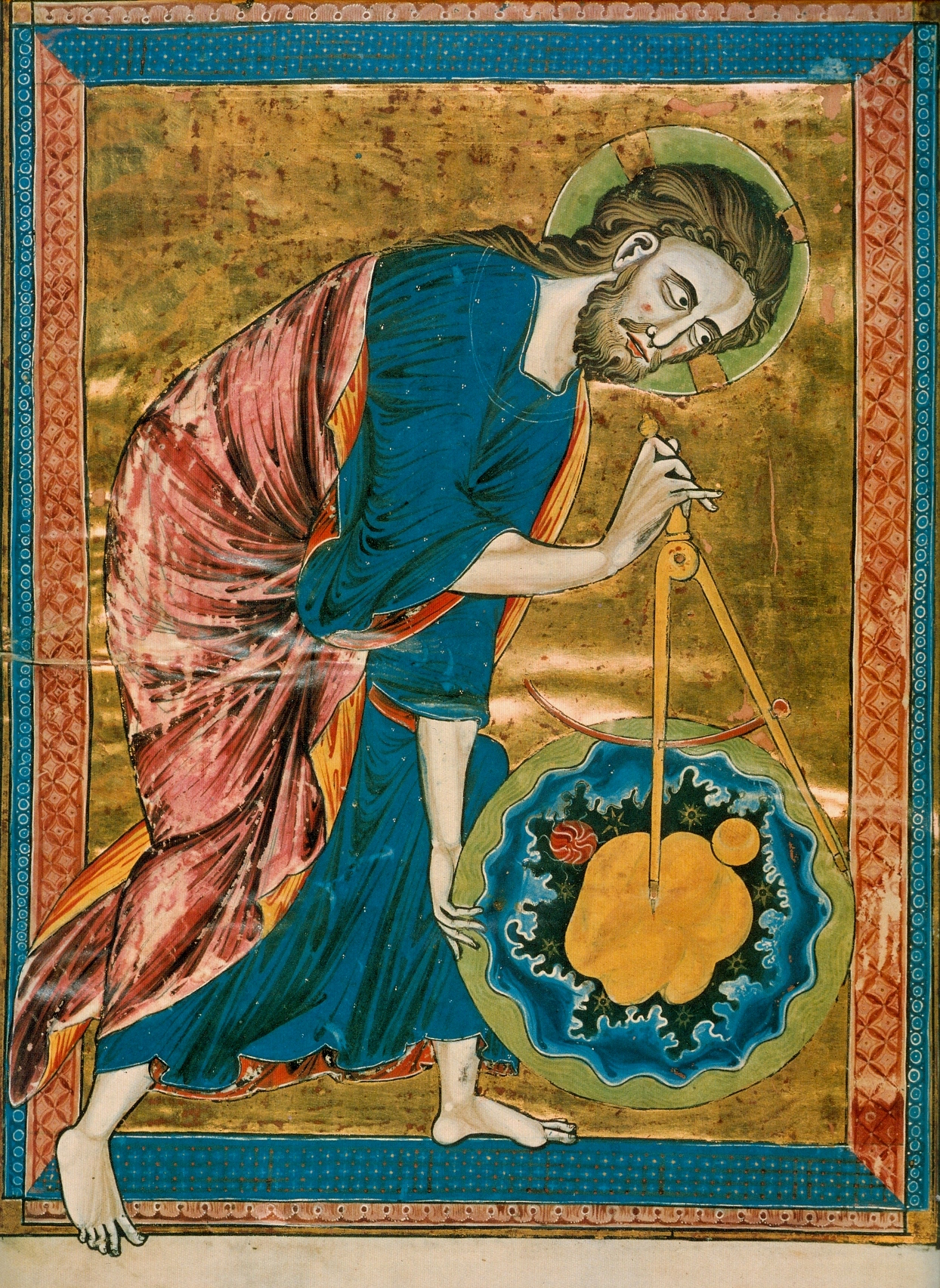
En la Edad Media el compás representaba el acto de la creación de Dios
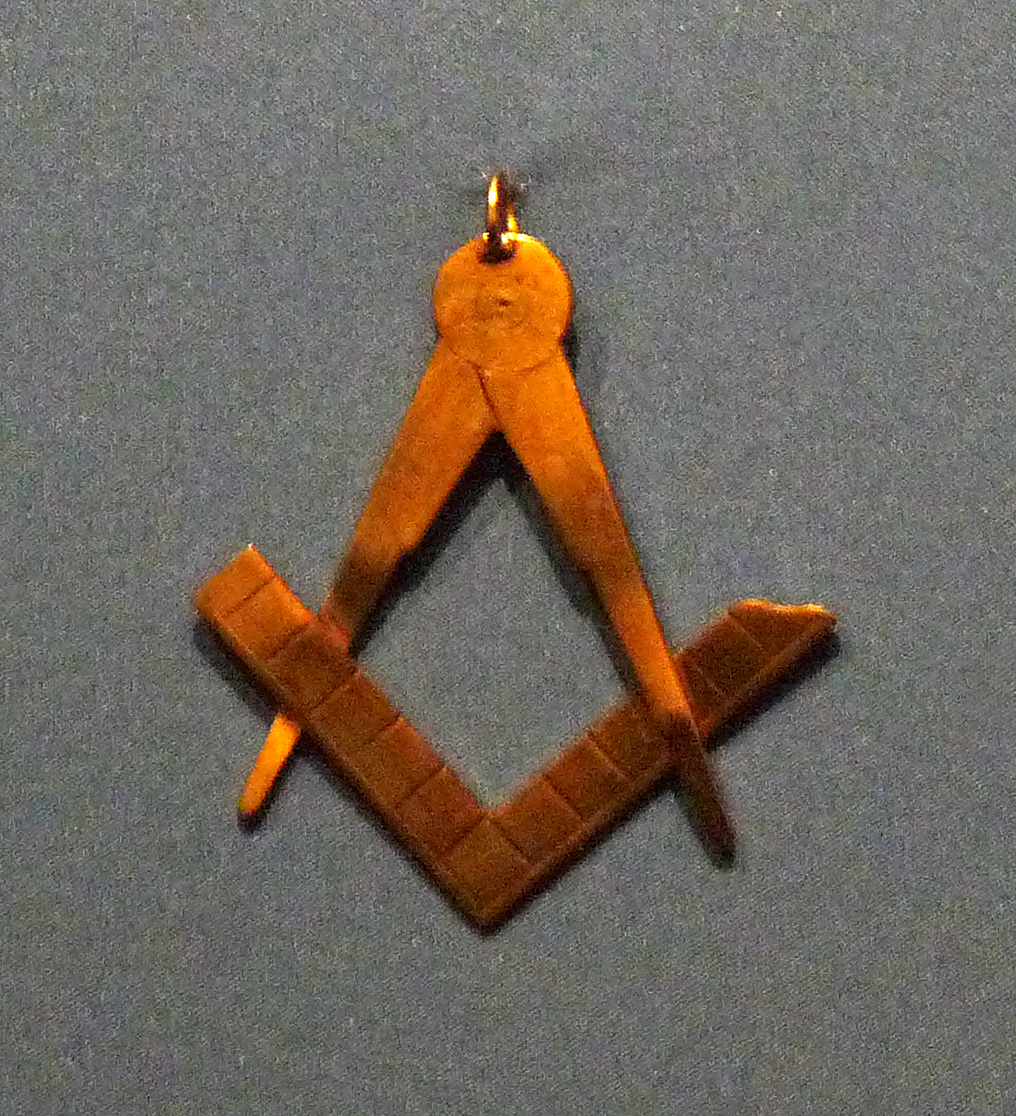
Un compás en el símbolo de la francmasonería
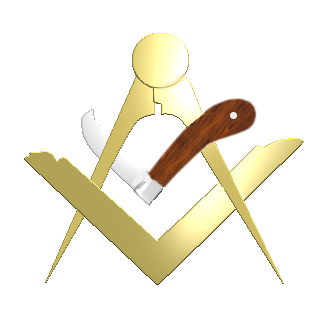
Orden de Free Gardeners (Escocia)
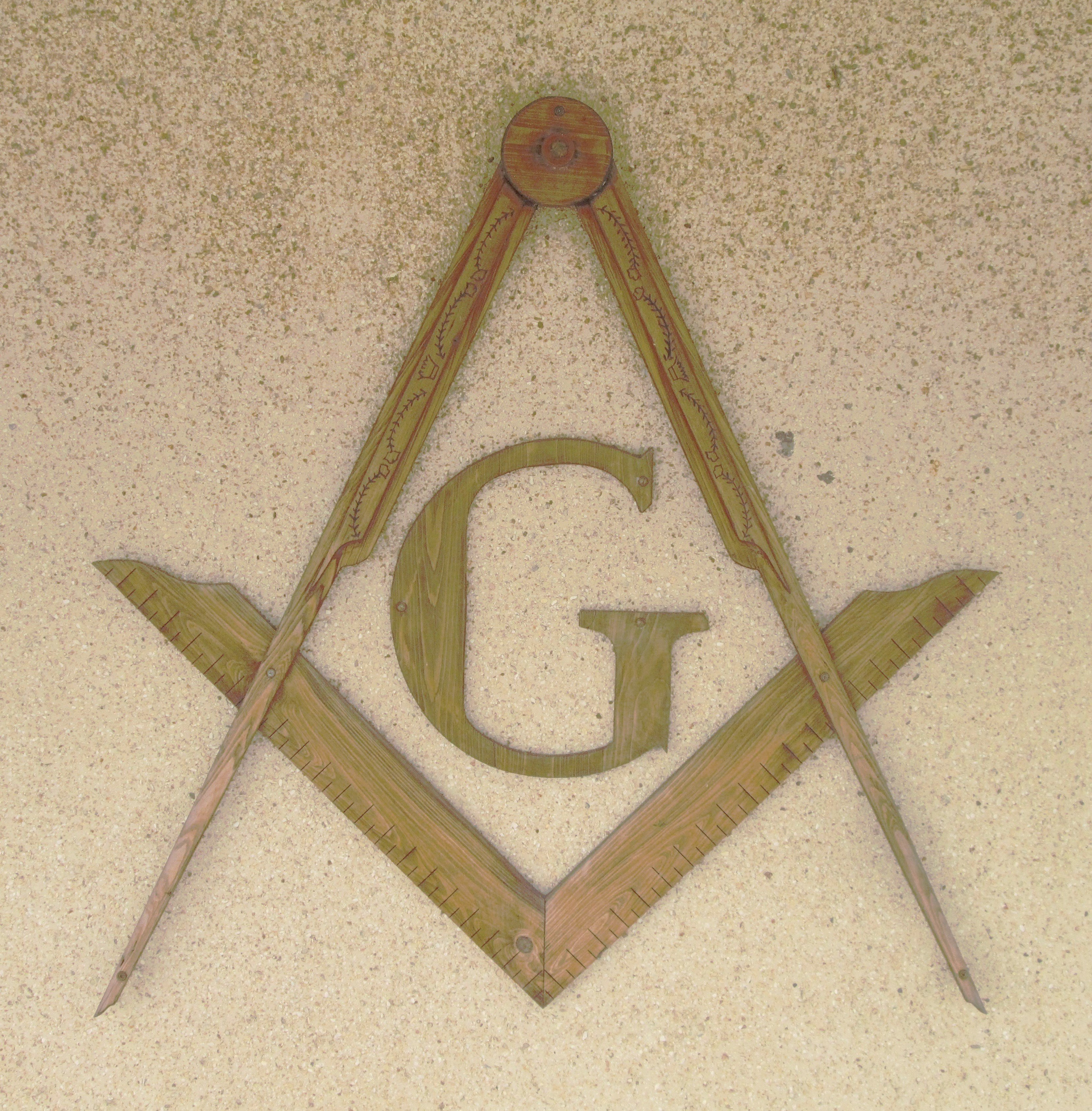
Compás en el emblema de la logia masónica de Lake Placid, Florida
Un compás en el escudo de armas de la Alemania del Este (República Democrática Alemana)
Un compás utilizado como símbolo del diseño preciso en aplicaciones de computadora